# Emanuel Šedý
Emanuel Šedý (24. prosince 1887 – ???) byl československý politik a meziválečný poslanec Národního shromáždění za Československou živnostensko-obchodnickou stranu středostavovskou.

## Biografie
K roku 1935 je uváděn jako obchodník, bydlel v Brně.
V parlamentních volbách v roce 1935 získal poslanecké křeslo v Národním shromáždění. Poslanecké křeslo si oficiálně podržel do zrušení parlamentu roku 1939, přičemž v prosinci 1938 ještě přestoupil do poslaneckého klubu nově ustavené Strany národní jednoty.
V květnu 1939 byl jmenován do výboru Národního souručenství. Byl krajským vedoucím Národního souručenství v Brně.